# 松本清 (プロデューサー)
松本 清（まつもと きよし）は、関西テレビ放送（KTV）に所属する元プロデューサーである。

## 略歴
- 1980年、関西学院大学経済学部卒、関西テレビ放送に入社。営業部、編成部を経て、1985年にスポーツ部に配属。 『プロ野球ニュース』を中心に野球・ゴルフ・マラソン中継等を担当する。
- 1997年、東京支社に異動しフジテレビとの共同制作番組『とんねるずのGrade-A』をプロデュース。
- 終了した同年10月、本社制作部に異動して『紳助の人間マンダラ』などを担当。
- 2000年、苧木晃プロデューサーと生活情報番組『2時ドキッ!』を立ち上げた。
- 2003年、再び東京支社制作部に異動。 『さんまのまんま』等のプロデュース。
- 2005年、東京支社　制作部長
- 2008年より現在、事業局事業部長